# AbcLinuxu.cz
AbcLinuxu.cz – czeski portal internetowy poświęcony zagadnieniom ze świata Linuksa i idei open source. Należy do czołowych serwisów tego rodzaju w Czechach i na Słowacji.
Został założony w 2002 r. przez Leoša Literáka.
W latach 2004–2010 właścicielem witryny była firma Slickfish. W 2010 r. portal stał się własnością firmy Argonit. Obecnie (2020) należy do wydawnictwa Nitemedia.
Oprócz sekcji z artykułami portal oferuje także aktualności, poradnię (forum dyskusyjne), zbiór odpowiedzi na najczęściej zadawane pytania (FAQ), bazę podzespołów komputerowych, bazę oprogramowania, blogi użytkowników oraz słownik pojęć.
W przeszłości redakcja serwisu rozwijała własną dystrybucję systemu Linux – ABC Linux, będącą pochodną Knoppiksa.